# Haslev
Haslev je mesto na Danskem, ki leži v istoimenski občini na jugu okrožja West Zealand. Samo mesto se nahaja okoli 60 km od Københavna.